# Roberto Poggiali
Roberto Poggiali (Firenze, 16 aprile 1941) è un ex ciclista su strada italiano, professionista dal 1963 al 1978.

## Carriera
Passato professionista nel 1963, dopo aver vinto il campionato italiano dilettanti e una tappa al Tour de l'Avenir l'anno precedente, seppe subito far bene al Giro d'Italia, dove si piazzò 24º.
Nel 1965 si classificò secondo in numerose prove ciclistiche italiane, ma soprattutto vinse la Freccia Vallone, edizione della manifestazione storica: in quel giorno di maltempo esordiva fra i professionisti Eddy Merckx; in quella gara Poggiali riuscì ad andarsene con un gruppetto che comprendeva anche Felice Gimondi e Tommy Simpson e sul traguardo di Marcinelle riuscì a giungere davanti a tutti.
Nel prosieguo della carriera si mise al servizio di grandi capitani fra i quali lo stesso Gimondi, Vito Taccone, Francesco Moser, Ercole Baldini e Gastone Nencini.
Poggiali fa parte della commissione che aggiudica il premio internazionale ciclistico Giglio d'Oro.

## Palmarès
- 1959 (dilettanti)

Coppa Cicogna
- 1962 (dilettanti)

Campionato italiano di ciclismo su strada, Gara in linea
9ª tappa Tour de l'Avenir (Aix-en-Provence > Antibes)
- 1963 (Lygie, una vittoria)

Gran Premio Montanino
- 1965 (Ignis, due vittorie)

Freccia Vallone
5ª tappa, 2ª semitappa Volta Ciclista a Catalunya (Sant Julià de Lòria > Olot)
- 1970 (Salvarani, una vittoria)

Classifica generale Tour de Suisse
- 1971 (Salvarani, una vittoria)

Coppa Sabatini
- 1972 (Salvarani, una vittoria)

Grand Prix de Cannes
- 1973 (Sammontana, una vittoria)

3ª tappa Giro di Puglia (Barletta > Monte Sant'Angelo)
- 1974 (Filotex, una vittoria)

Giro del Lazio
- 1975 (Filotex, una vittoria)

Giro del Friuli
- 1976 (Sanson, una vittoria)

Giro dell'Umbria

## Piazzamenti

### Grandi giri
- Giro d'Italia

1963: 24º
1964: 14º
1965: 8º
1966: 22º
1967: 19º
1969: 14º
1970: 11º
1971: 32º
1972: 31º
1973: 12º
1974: 20º
1976: 16º
1977: 32º
1978: 36º
- Tour de France

1967: 27º
1969: 51º
1975: 22º
- Vuelta a España

1968: 35º

### Classiche monumento
- Milano-Sanremo

1965: 33º
1966: 10º
1967: 82º
1968: 89º
1969: 36º
1971: 37º
1972: 55º
1973: 55º
1974: 16º
1975: 41º
1976: 53º
1977: 55º
1978: 80º
- Giro delle Fiandre

1967: 34º
- Parigi-Roubaix

1967: 40º
1968: 34º
1974: 34º
- Liegi-Bastogne-Liegi

1969: 20º
- Giro di Lombardia

1963: 25º
1964: 27º
1965: 17º
1969: 25º
1970: 16º
1973: 20º
1976: 13º

### Competizioni mondiali
- Campionati del mondo

Salò 1962 - In linea Dilettanti: 25º
Mendrisio 1971 - In linea: 34º
Barcelona 1973 - In linea: 9º
Montreal 1974 - In linea: ritirato
Yvoir 1975 - In linea: 18º
Ostuni 1976 - In linea: 38º